# Die Millionärin
Die Millionärin ist eine britische Liebeskomödie aus dem Jahr 1960, mit Sophia Loren und Peter Sellers in den Hauptrollen. Es ist die Literaturverfilmung des gleichnamigen Theaterstücks aus dem Jahr 1936 von George Bernard Shaw.

## Handlung
Epifania Parerga wird nach dem Tode ihres Vaters als Erbin seiner Firma die reichste Frau der Welt. Sein Letzter Wille macht für Epifanias Heirat allerdings zur Bedingung, dass der Bräutigam die Summe von 500 Pfund binnen drei Monaten zu 15.000 Pfund vermehren muss. Sie heiratet mit einem Trick den Tennisspieler Alastair, indem sie ihm erst 500 Pfund für Aktien leiht und diese dann für 15.000 zurückkauft; die Ehe scheitert jedoch bald wegen Alastairs Affäre mit Polly Smith.
Daraufhin versucht Epifania, sich in der Themse zu ertränken, sie wird aber von dem gutmütigen Arzt Dr. Ahmed El Kabir gerettet. Sie fasst nun den Entschluss, den Doktor zu heiraten, dieser sorgt sich jedoch nur um seine Patienten, die er in einer schlecht ausgestatteten und heruntergekommenen Praxis behandelt. Nach mehreren gescheiterten Versuchen, den Doktor für sich zu gewinnen, eröffnet dieser Epifania den Letzten Willen seiner Mutter: die künftige Ehefrau muss drei Monate lang mit lediglich 35 Schilling auskommen. Sollten nun beide in der Lage sein, den letzten Willen ihres jeweiligen Erblassers zu erfüllen, wollen sie heiraten.
Die Millionärin lässt sich in einer italienischen Nudelmanufaktur anstellen und macht aus ihr nach drei Monaten tatsächlich ein erfolgreiches Geschäft (sie kauft sie schlussendlich sogar). Dr. Kabir jedoch ist bestrebt, die 500 Pfund loszuwerden, und er schafft dies auch, indem er sie verschenkt, woraufhin Epifania verzweifelt droht, den gesamten Vorstand ihrer Firma zu entlassen und in ein tibetanisches Kloster zu ziehen. Ihr Direktor Juliues Sagamore versucht, seinen Posten zu retten, indem er Dr. Kabir von einer Heirat überzeugt und für 15.000 Pfund einige Papiere mit Wundermitteln aus Dr. Kabirs Praxis aufkauft. Am Ende drücken sich beide gegenseitig ihre Liebe aus und küssen sich.

## Rezeption
„Die Millionärin“ erhielt eher durchwachsene Kritiken und erzielte auf Rotten Tomatoes eine Zuschauer-Bewertung von 51 % positiven Stimmen; seine imdb-Bewertung liegt bei 5,3 von 10 Punkten. 1961 wurde er beim britischen BAFTA Award für das Beste Drehbuch nominiert.
Bosley Crowther von der New York Times kritisierte, dass dem Witz von Bernard Shaws Buch das eindimensionale Spiel von Sophia Loren und Peter Sellers gegenüberstehe.

„Die Bemühungen einer sagenhaft reichen Erbin um einen idealistischen Armenarzt, nach Shaws satirischer Komödie als Ausstattungsstück und Modenschau für die Hauptdarstellerin in Szene gesetzt. Da die frechen Dialoge der Vorlage weitgehend erhalten blieben und Peter Sellers seine Rolle beherrscht, entstand immerhin eine Art Multimillionärsrevue von einigem Reiz.“

## Trivia
Regisseur Vittorio de Sica übernahm die Nebenrolle des Joe; 1965 drehte er mit Peter Sellers zusammen die Komödie Jagt den Fuchs!
Die beiden Hauptdarsteller nahmen zur Bewerbung des Films zusammen den Song „Goodness Gracious Me!“ auf.